# 崔伯謙
崔伯谦（？—？），字士逊，博陵郡安平县（今河北省衡水市安平县）人，出自博陵崔氏的博陵大房，东魏、北齐官员。

## 生平
崔伯谦年幼时父亲崔文业去世，家中贫困，他用心抚养母亲。高欢征召崔伯谦前往晋阳，补任相府兼功曹，称赞他说:“崔伯谦廉洁奉公，真是好官员。”崔伯谦之后转任七兵郎中、殿中郎中、左户郎中，他的弟弟崔仲让担任北豫州司马，与高慎一起反叛，崔伯谦受到牵连被免官。之后崔伯谦历任瀛州别驾，高澄又任命崔伯谦出任京畿司马。高澄将要前往晋阳时，慰劳崔伯谦说:“您帮助治理的瀛州，已经是一片太平景象。我府中事务繁多，因此将此职务授予你。”临别时，高澄又在马上握着崔伯谦的手说:“执子之手，与子偕老，您应该深深体会这番意思。”崔伯谦族弟崔暹当时受到宠信官居要职，崔伯谦与崔暹是从前的同僚又是同族，除了婚丧大事绝不去崔暹家中，以忠厚之道自居。武定末年，崔伯谦官至司空谘议参军。
天保初年，崔伯谦出任济北郡太守，遍行恩德，禁止富人的奢侈，鼓励穷人农桑并给予救济。县里公田有很多肥沃的土地，崔伯谦将这些地全换给他人，又把用刑的鞭子改为熟皮制作，不忍心见血，表示让受刑者知耻而已。有朝廷权贵经过济北郡，向人询问太守政绩如何，人们回答说：“太守恩德感化，从古未有。百姓创作歌谣说：‘崔太守，能治政，退田换鞭施恩德，民不争。’”权贵说：“既然是恩德教化，为什么又说有威严？”回答说：“官吏害怕威严，百姓蒙受恩德，所以都兼顾说道。”因为崔伯谦是相国府之前的官吏，依例要升官，朝廷征召崔伯谦前往邺城，济北郡百姓哭着阻断了道路，崔伯谦有几天不能前行。
因为弟弟崔仲让在关中，崔伯谦不能在朝廷中央任职，于是外任南钜鹿郡太守，一到任就以礼让之道引导百姓，豪族都改过自新修正行为。崔伯谦无论事情大小，一定亲自过问。县中有贫困孱弱的人有事得不到公正处理，都说：“我亲自告到白胡子太守那里，不愁不解决。”崔伯谦在南钜鹿郡七年，监狱中没有长久关押的囚犯。每次朝廷大使巡行视察，崔伯谦的政绩总是被评定为上等，崔伯谦之后被征召出任银青光禄大夫。
崔伯谦年轻时阅读经书和史书，晚年喜欢读《老子》和《庄子》，仪容举止矜持庄重没有怨恨之色，亲朋好友来了，就置办酒席一起宴饮娱乐，清谈高论不涉及世俗之事，士大夫都把他当做榜样。崔伯谦去世后，朝廷赠予南兖州刺史，谥号懿。

## 家族

### 兄弟
- 崔仲让，西魏鸿胪少卿
- 崔叔仁

## 延伸阅读
[在维基数据编辑]
 《北齊書·卷46》，出自李百药《北齊書》